# 黄振棠
黄振棠，中国人民解放军将领、中国人民解放军开国少将。
曾任中国人民解放军第65军政委。1955年，授予中国人民解放军少将。